# Кова (приток Пингиши)
Кова — река в России, протекает в Холмогорском районе Архангельской области. Устье реки находится в 31 км по левому берегу реки Пингиша. Длина реки составляет 29 км.

## Данные водного реестра
По данным государственного водного реестра России относится к Двинско-Печорскому бассейновому округу, водохозяйственный участок реки — Северная Двина от впадения реки Вага и до устья, без реки Пинега, речной подбассейн реки — Северная Двина ниже места слияния Вычегды и Малой Северной Двины. Речной бассейн реки — Северная Двина.
Код объекта в государственном водном реестре — 03020300412103000033362.

## Притоки
- Юменьга (16 км по пр. берегу)
- Золотица (20 км по лев. берегу)